# Белый гусь
Белый гусь (лат. Anser caerulescens) — птица рода гусей (Anser) семейства утиных (Anatidae). Перелётная птица. Летать могут с возраста 42—50 дней. Обычно активны зимой. Обитают, в основном, в Северной Америке. На территории России распространен на острове Врангеля, на северо-востоке Якутии и на Чукотке.

## Описание

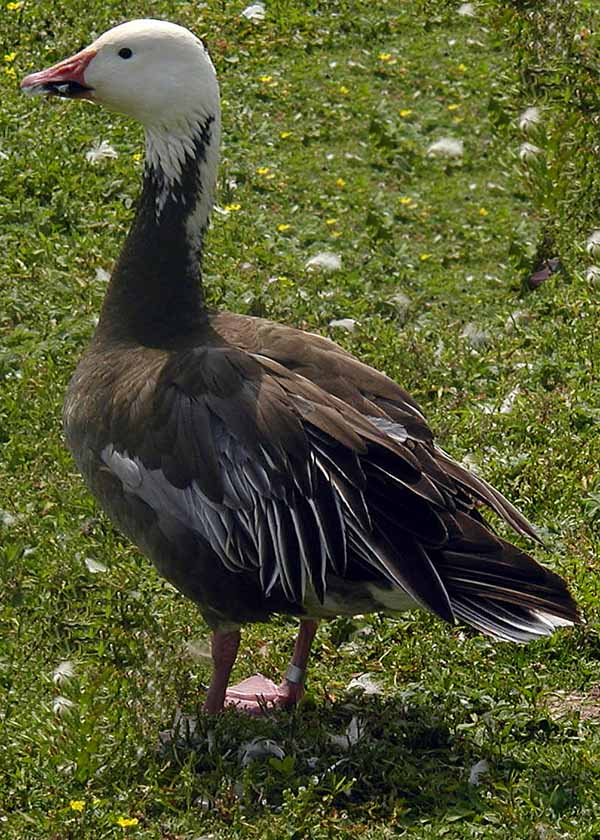
Anser caerulescens caerulescens

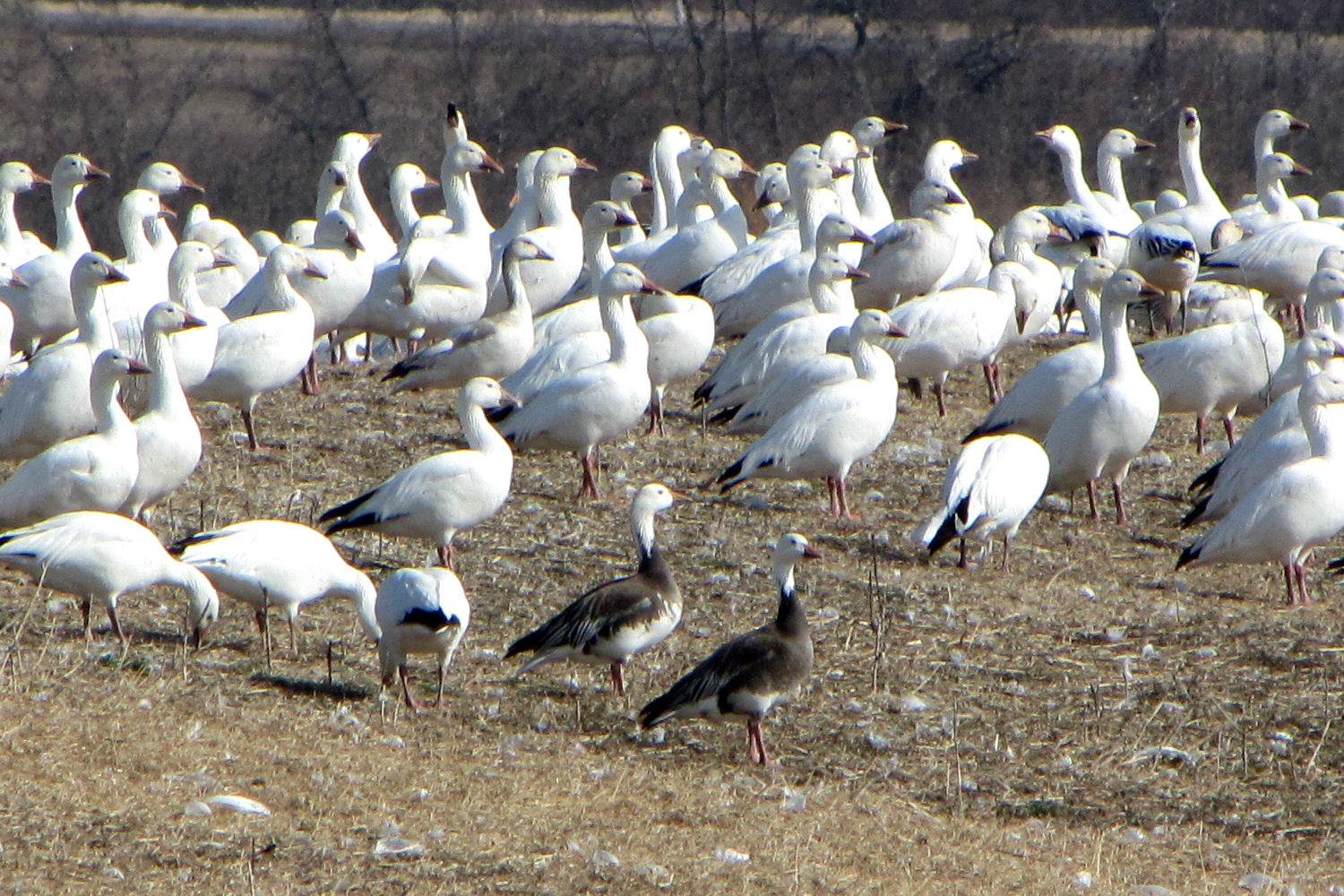
Anser caerulescens atlanticus

В основном имеет белое оперение. Тело некрупное, длиной от 60 до 75 см, обычно не более 3 кг. Размах крыльев составляет 150 см. Чёрный цвет преобладает на конце крыльев и вокруг клюва. Клюв и лапы розовые. Часто отмечается наличие золотисто-желтого пятна. Птенцы обычно буровато-серые.
Подвид Anser caerulescens caerulescens (малый белый гусь) отличаются в первую очередь меньшим размером. Образует две цветовые морфы — белую и «голубую». Представители белой целиком белые, кроме чёрных кончиков крыльев, а представители «голубой» имеют в основном тёмную окраску с белой головой, шеей и некоторыми перьями хвоста. У другого подвида — А. c. atlanticus (большой белый гусь) — встречается почти исключительно белая морфа, при которой оперение целиком белое, кроме чёрных кончиков крыльев (представители крайне редкой «голубой» морфы имеют в основном тёмную окраску с белой головой, шеей и некоторыми перьями хвоста. Кроме того, птицы этого подвида отличаются большими размером и длиной шеи.

## Распространение
Белый гусь гнездится севернее зоны лесов в северо-западной Гренландии, северной Канаде и Северо-Восточной Сибири (в основном на о. Врангеля), однако на зиму мигрирует на юг, прежде всего, в США. Редкий залётный вид в Европе.
Популяция вида делится на две субпопуляции. Anser caerulescens caerulescens нездится на территории от центра Северной Канады до Берингова пролива. На лето мигрирует в Калифорнию и на юго-восток США, по некоторым данным — также в Японию; наблюдается в странах Западной Европы и СНГ. А. c. atlanticus распространен в северной и восточной части Северной Америки.

## Питание
В летней области гнездования основу питания образуют арктические травы. В арктической Канаде важную роль в питании гусей играет осока, к примеру, Carex stans. На острове Врангеля питаются вегетативными частями Dupontia fischeri и Pleuropogon sabini. Листья и побеги ив, мхов и лишайников также входят в рацион птиц.

## Размножение

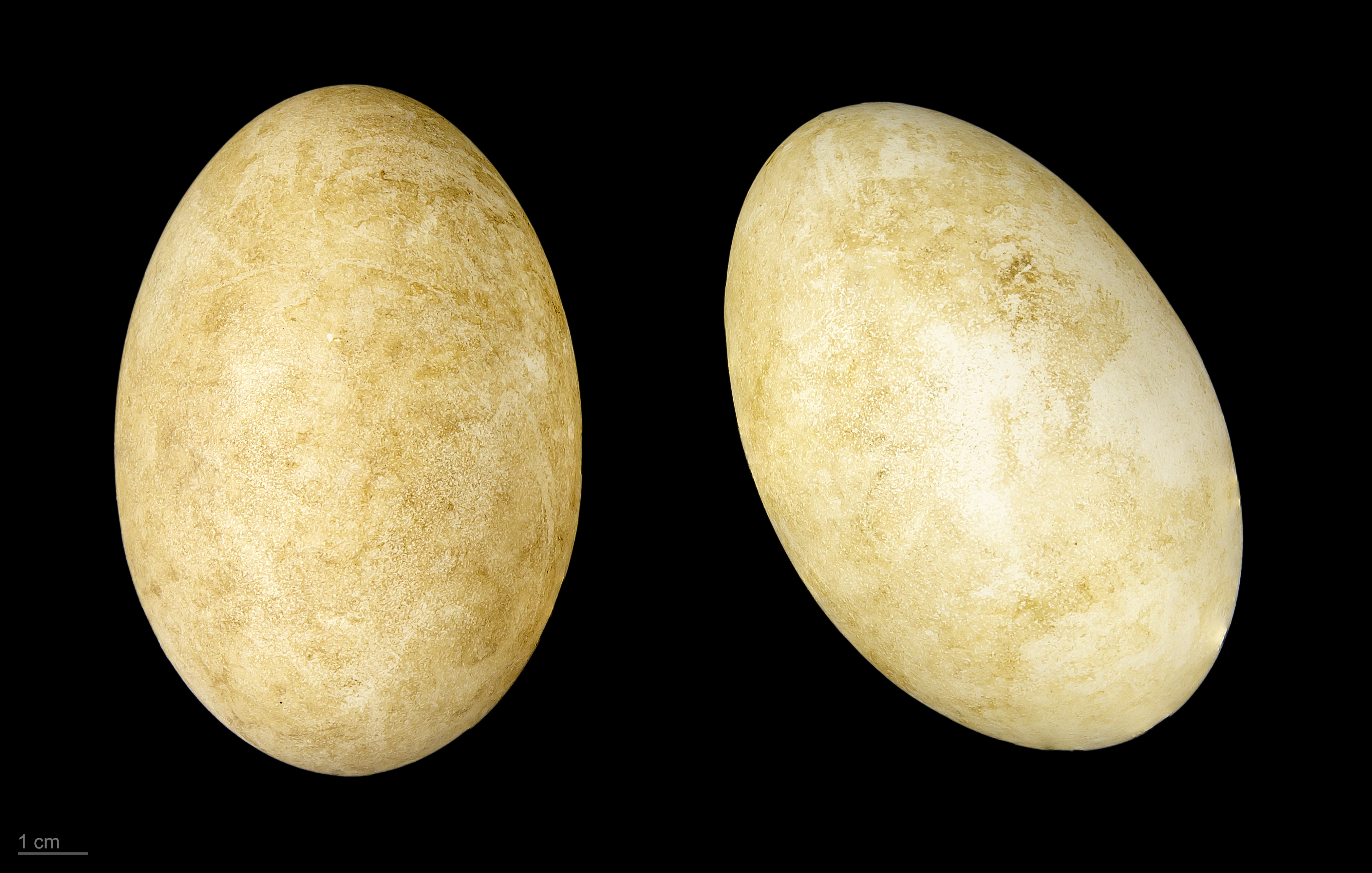
Яйцо Anser caerulescens — Тулузский музеум

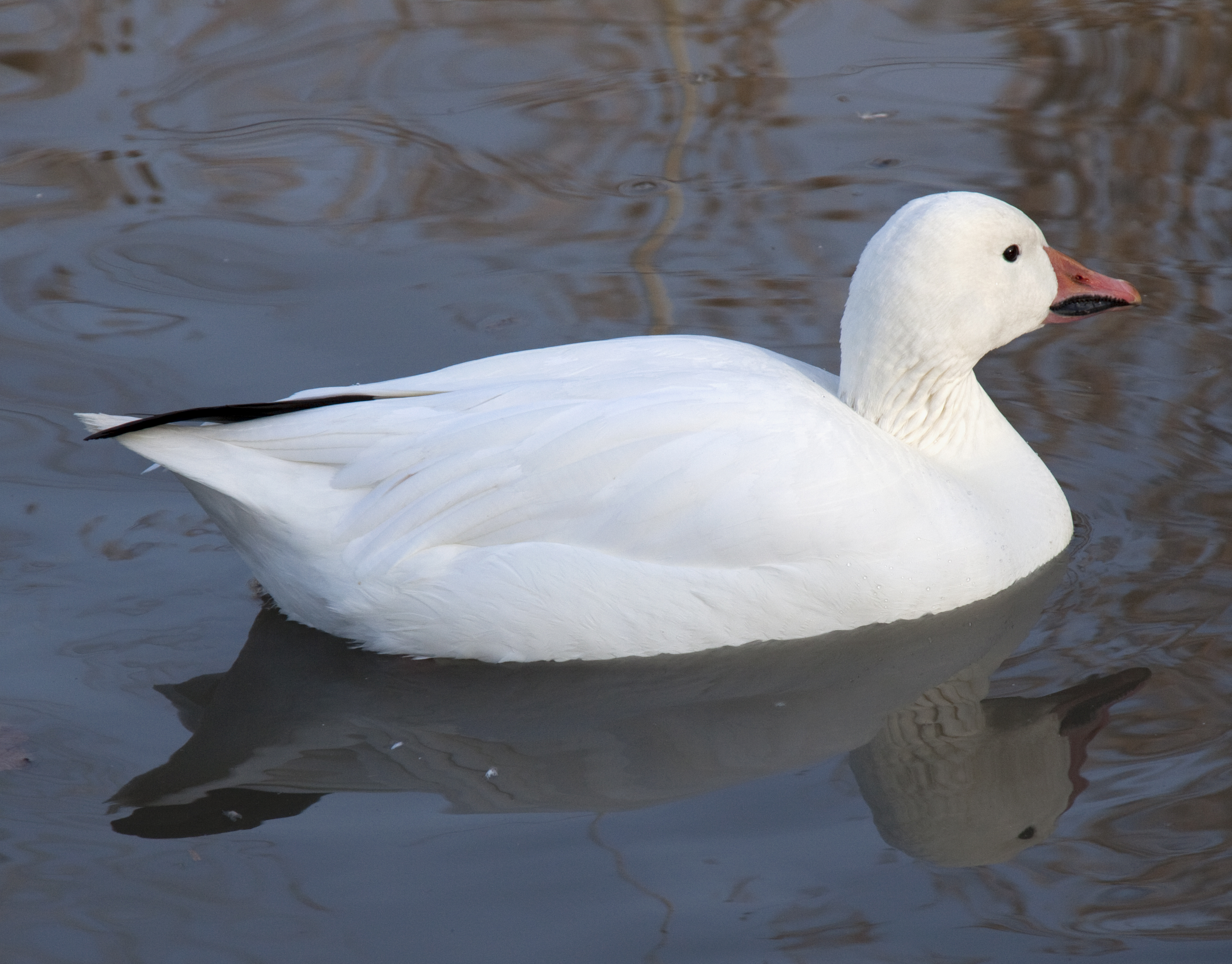

Самец и самка объединяются в пару на всю жизнь. Сезон размножения начинается в конце мая. Гуси образуют гнездовые колонии. Самка кладёт в начале июня 4—6 белых яиц и высиживает их 21 день. После вылупления птенцам необходимо 6 недель, чтобы встать на крыло. Параллельно у взрослых птиц проходит линька. В возрасте трёх лет птицы становятся половозрелыми. Продолжительность жизни может составлять 20 лет.

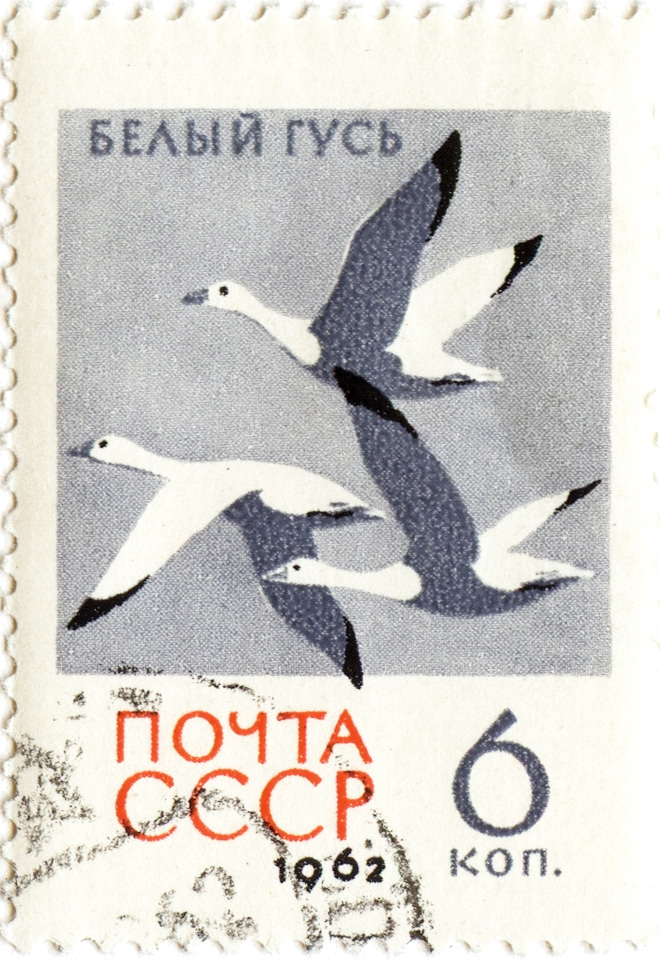
Белый гусь. Почтовая марка СССР, 1962 г.

## Охота
В Канаде и США это обычный охотничий вид.

## В искусстве
Белый гусь, попавший из Канады на восточный берег Англии, является центральным символическим персонажем повести «Белая гусыня» американского писателя Пола Гэллико.